# The World We Live In
«The World We Live in» (en español, El mundo en que vivimos) es el tercer sencillo del tercer álbum de The Killers titulado Day & Age.

## Video musical
El video fue dirigido por Danny Drysdale y fue filmado en Banff, Alberta, Canadá en abril de 2009 y se estrenó en la MTV el 15 de mayo de 2009.
En el video, aparece un libro titulado "The Wilder side of Gold & Glitz" que ha sido tomado como influencia en la letra de "Neon Tiger".

## Formatos
1. "The World We Live In" - 4:40
2. "Joy Ride" (Night Version) - 7:16

## Posicionamiento en listas
| Lista (2009)                       | Mejor posición |
| ---------------------------------- | -------------- |
| Eslovaquia (Rádio Top 100)         | 78             |
| Países Bajos (Mega Single Top 100) | 42             |
| Reino Unido (UK Singles Chart)     | 82             |